# Taufic Guarch
Taufic Eduardo Guarch Rubio (Guadalajara, México, 4 de octubre del 1991) es un futbolista mexicano de ascendencia española y rusa. Juega de delantero. Actualmente juega en el Club Deportivo Cobán Imperial que milita actualmente en la Liga Nacional de Guatemala.

## Trayectoria

### Estudiantes Tecos
Comenzó su carrera en el club Estudiantes Tecos de la Primera División Mexicana hizo su debut el domingo 05 de septiembre de 2010 en un partido contra Club Deportivo Guadalajara, ingresaría al minuto 73 sustituyendo a Samuel Ochoa un partido que finalizaría 3-0 en contra.
Con Tecos disputó un total de 18 partidos y solo metió un gol.

### RCD Español
En el 2011 se fue a préstamo a España al club RCD Español II donde disputó 11 partidos y metió 8 goles.

### Tigres UANL
Regresó a México a mediados del 2012 con los Tigres de la UANL donde solo jugó un partido. Guarch no fue un titular habitual, pero juega en la Liga de Campeones de la Concacaf 2012-13 donde marcó un gol.

### Regreso a Estudiantes Tecos
Después de terminar su préstamo por un año con los Tigres, regresa a Tecos, dueño de su carta.

### Paso por Ascenso MX y Segunda División
Pasó por los equipos Mérida, Alebrijes de Oaxaca y Atlante de la Liga de Ascenso MX y Tlaxcala FC y Pioneros de Cancún de la Segunda División de México.

### Nicaragua
Tuvo un paso por el fútbol nicaragüense con el Real Estelí y Walter Ferretti siendo campeón con el primero

### Liga de Expansión MX
Regresa con el Tlaxcala a inicios del 2021 ahora en la Liga de Expansión MX.
Durante 2022 militó en Nicaragua; siendo ahí su retiro en el fútbol profesional.

### Liga del balompié mexicano
En 2023 se integra al equipo Chapulineros de Oaxaca de la Liga del balompié mexicano

## Selección nacional

### Participaciones en Categorías Inferiores
| Categoría        | Partidos | Goles |
| ---------------- | -------- | ----- |
| Selección Sub-20 | 26       | 18    |

### Participaciones en Copas del Mundo
| Mundial                     | Sede     | Resultado    | Partidos | Goles |
| --------------------------- | -------- | ------------ | -------- | ----- |
| Copa Mundial Sub-20 de 2011 | Colombia | Tercer lugar | 5        | 3     |

## Clubes
| Club                 | País      | Año             | Partidos | Goles |
| -------------------- | --------- | --------------- | -------- | ----- |
| Estudiantes Tecos    | México    | 2010            | 22       | 4     |
| RCD Español (cedido) | España    | 2011 - 2012     | 11       | 8     |
| Tigres UANL (cedido) | México    | 2012 - 2013     | 1        | 1     |
| Estudiantes Tecos    | México    | 2013 - 2014     | 22       | 15    |
| CF Mérida            | México    | 2014            | 10       | 0     |
| Tlaxcala Fútbol Club | México    | 2015 - 2016     | 42       | 15    |
| Pioneros de Cancún   | México    | 2016 - 2017     | 35       | 9     |
| Alebrijes de Oaxaca  | México    | 2017 - 2019     | 65       | 3     |
| Atlante              | México    | 2019            | 7        | 0     |
| Real Estelí          | Nicaragua | 2020            | 21       | 5     |
| Walter Ferretti      | Nicaragua | 2020            | 19       | 4     |
| Tlaxcala FC          | México    | 2021            | 16       | 1     |
| Walter Ferretti      | Nicaragua | 2021 - 2022     | 39       | 6     |
| Diriangén FC         | Nicaragua | 2022            | 22       | 1     |
| Managua FC           | Nicaragua | 2023 - Presente | 10       | 1     |

## Palmarés
| Título                        | Club        | País      | Año  |
| ----------------------------- | ----------- | --------- | ---- |
| Ascenso MX                    | Alebrijes   | México    | 2017 |
| Primera División de Nicaragua | Real Estelí | Nicaragua | 2020 |